# Billnäs
Billnäs (finska: Pinjainen) är en bruksort, tätort och stadsdel i Pojo, Raseborgs stad, Finland. Billnäs är belägen vid Kungsvägen och Svartå å väster om Karis. Billnäs hör tillsammans med Pojos övriga bruk till Finlands nationallandskap. Billnäs grundades 1641 då bergmästaren Carl Billsten fick privilegierna att driva bruket vid Karisån.
Billnäs heter Pinjainen på finska, men namnformen Billnäs används även av de finskspråkiga när man talar om den forna bruksortens äldsta delar vid Hammarsmeds- och Bruksvägen, som har välvårdade bruksbyggnader att bese.
De äldsta bostads- och ekonomibyggnaderna är från 1700-talet. Billnäs har tilldelats Europa Nostra-priset för vårdandet av dessa. Bruksgården Villa Billnäs är belägen i Billnäs.

## Etymologi
Billnäs ersatte namnet Skavistad på 1600-talet. Billnäs bruk fick sitt namn av brukets grundare Carl Billsten. Till Skavistad bol (skatteenhet) i Pojo socken hörde byarna Pentby, Forsby, Gammelby, Åminne, Estböle på ena sidan om Svartå å, samt Skogäng, Klinkbacka och Lillfors på den andra sidan.[källa behövs]

## Billnäs bruk

Billnäs bruk 1879

På och omkring Skavistad där Billnäs bruk grundades år 1641 hade det sedan medeltiden funnits bebyggelse. Vattenkraften hade i sekler använts för kvarnar som uppfördes på bägge sidor om forsen.[källa behövs]
Carl Billsten, tillhörande en tysksvensk släkt, erhöll 1641 rätt av den svenska kronan att grunda ett järnbruk i Billnäs. Han uppförde två stångjärnshamrar vid det 6-7 meter höga vattenfallet i Billnäs och en masugn vid forsen i Landsbro i Karis. Bergmästaren och brukspatronen Billstens gärning var av central betydelse under begynnelsen av Finlands industrihistoria. Han grundade också Fagervik bruk 1646 och sonen Carl Billsten den yngre grundade Skogby bruk 1682.
Billnäs och Fagervik bruken övergick 1723 till släkten Hising, adlad Hisinger. Familjen kom från Köping i Västmanland, och var ursprungligen från ön Hising i nuvarande Göteborg. Det var bröderna Johan Wilhem och Michael Hising, verksamma i Stockholm, som övertog verksamheten. Billnäs bruk drabbades svårt under Stora nordiska kriget, samt av en stor eldsvåda 1775 och en ödeläggande översvämning 1782, men byggdes alltid upp på nytt.
På Billnäs tillverkades fram till slutet av 1800-talet endast stångjärn, knippjärn och i mindre skala manufaktursmiden. Åren 1888-90 anlades en spadfabrik och en verktygsfabrik, vilkas alster (spadar, skyfflar, hackor, högafflar, grepar, yxor m.m.) snart överflyglade den äldre produktionen; stångjärnstillverkningen upphörde 1904. Under 1800-talets tre sista decennier var Billnäs landets viktigaste järnbruk.
År 1898 förändrade ägaren, brukspatronen Fridolf Leopold Hisinger, bruket till ett aktiebolag. I början av 1900-talet lades hammarverken ner och man koncentrerade sig på manufaktursmide. 
År 1909 inleddes fabrikationen av möbel och skafttillverkningen i större skala, och sågen flyttades ca 300-400 m uppströms. Till bruket tillhörde i början av 1900-talet även 1 200 hektar mark, samt ett stort byggnadsbestånd i Billnäs för de cirka halvtannat tusental personer som var beroende av Billnäs bruk för sin försörjning.
Billnäs Bruks Aktiebolags aktiemajoritet övergick åren 1918–1920 till Oy Fiskars Ab och ändrade 1935 namn till O.Y. Billnäs A.B.  År 1970 slutade man  tillverka kontorsmöbler i Billnäs. Fiskars verksamhet i den äldre industrimiljön i Billnäs upphörde i huvudsak 1989, då en stor del verksamheten flyttades till nya lokaler cirka en halv kilometer bort, mot Karis. Den sista industrin i gamla Billnäs kom att avvecklas år 2002, då även produktionsverktygsfabriken Tooling flyttades i anslutning till saxfabriken.
Den gamla bruksmiljön i Billnäs ingår, tillsammans med andra bruksmiljöer i före detta Pojo kommun i Raseborg under namnet Pojo bruk, i ett av Finlands 27 nationallandskap utsedda 1992.

## Nutid
På Billnäs bruks område erbjuds uppköpsmöjligheter, restaurang- och caféverksamhet samt inkvarteringsmöjligheter.
Åren 1999-2009 ordnades festivalen Faces vid Billnäs bruk.   
Friluftsleden Kulturvallen mellan Pumpviken i Karis och Billnäs bruk öppnades sommaren 2021 med skyltar skrivna av historiker Kim Björklund och Aapo Roselius(fi).
Den medeltida vägsträckan Kungsvägen från Åbo till Viborg löper genom Billnäs bruk parallellt med Karisån (även kallad Svartån).

## Personer med anknytning till Billnäs
- Paavo Berglund, dirigent och violinst, jobbade i Billnäs bruk under andra världskriget
- Edvin Bergroth, industriman, medlem i Billnäs direktion cirka 1890-1910
- Carl Billsten, grundare av Billnäs 1641
- Carl Billsten d.y.(fi), brukspatron på 1600-talet
- Johan Wilhem Hising, brukspatron på 1700-talet
- Michael Hising, brukspatron på 1700-talet
- Fridolf Leopold Hisinger, brukspatron på slutet av 1800-talet
- Robert Höjer, bruksförvaltare på 1690-talet
- Laura Madigan, cirkusartist född i Billnäs 1849

## Bilder

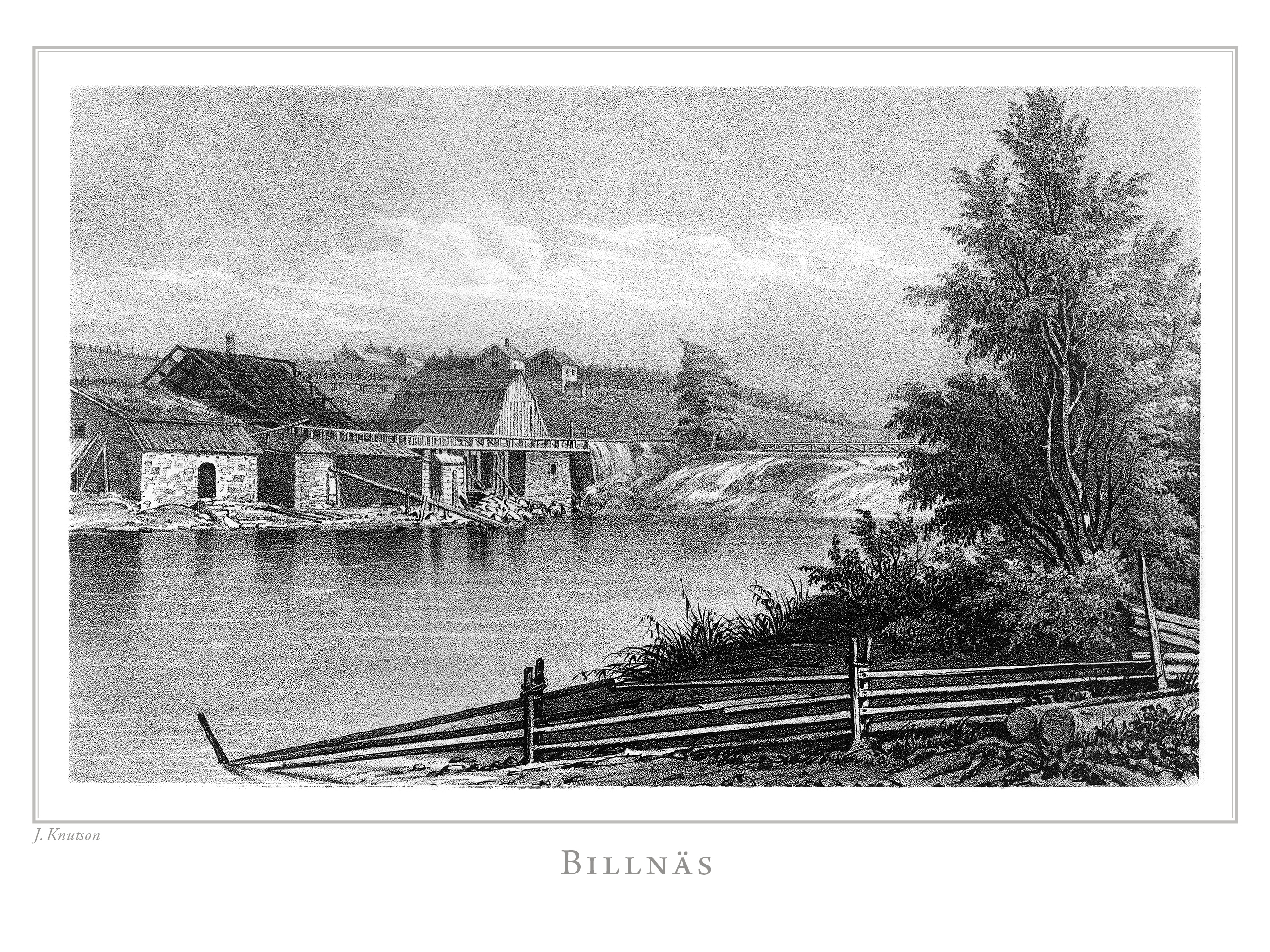
Illustration över Billnäs i Finland framstäldt i teckningar utkommen 1845-1852.
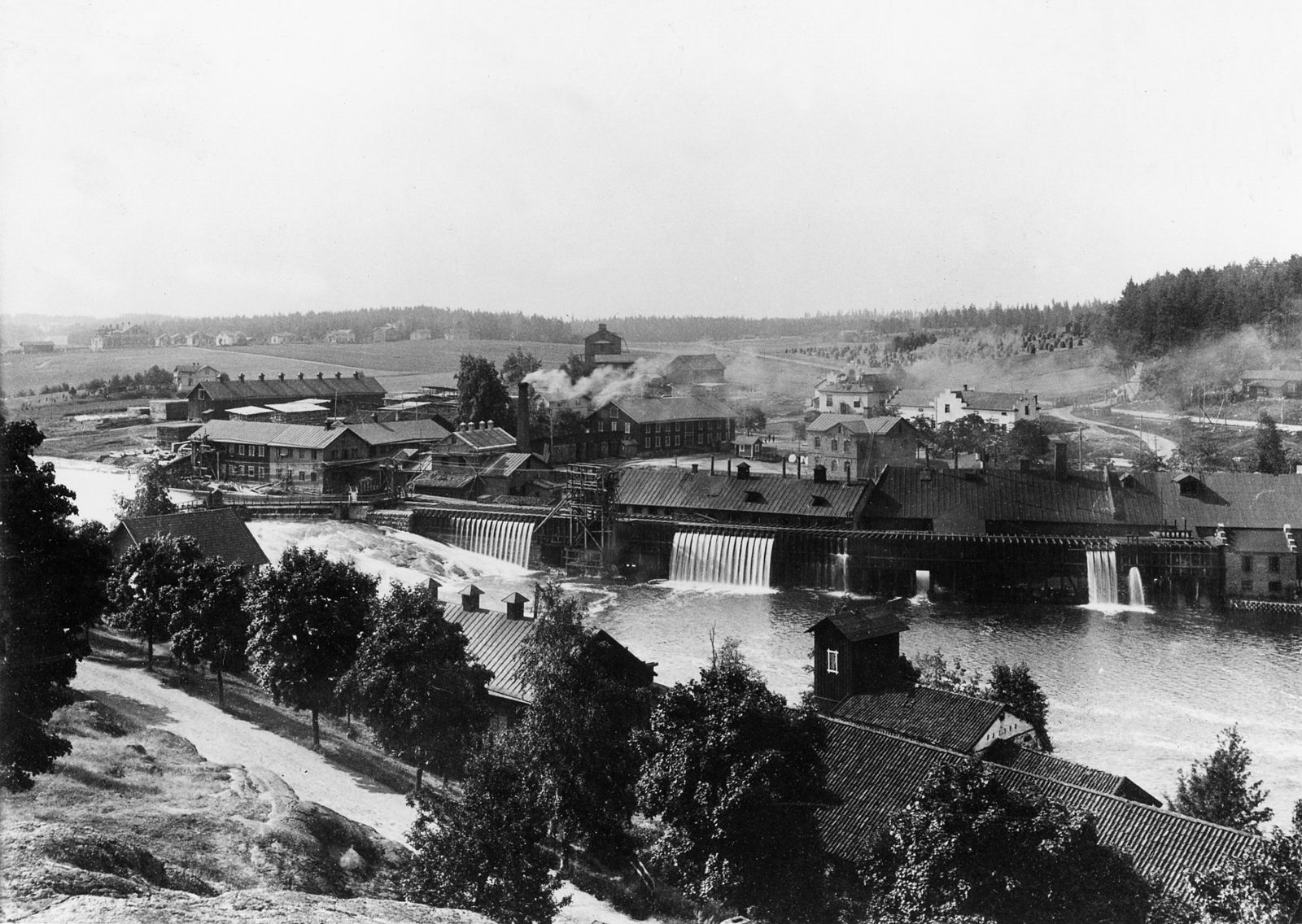
Billnäsbruk på 1880-talet
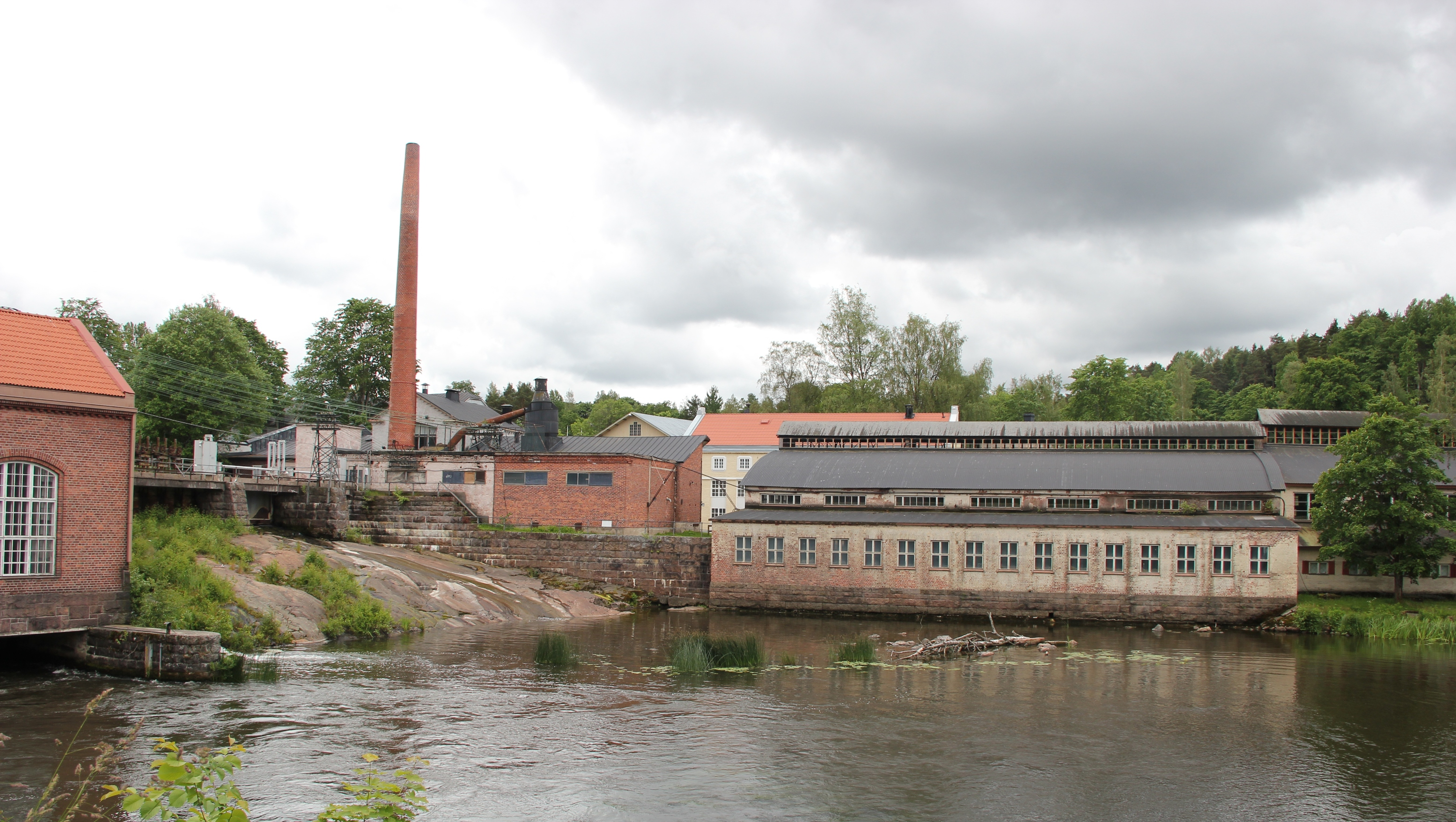
Billnäs bruk år 2014
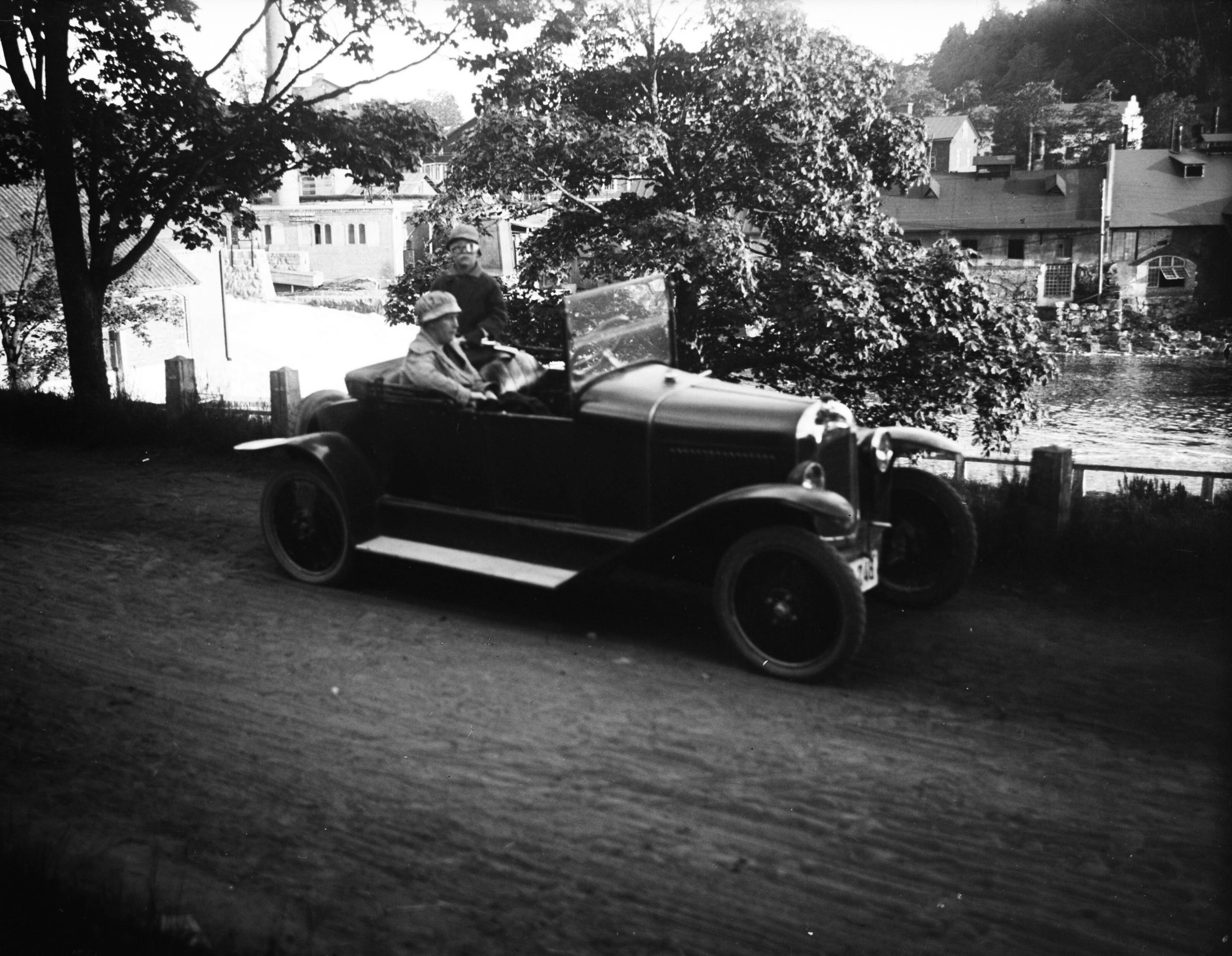
Billnäs med bil cirka 1910-1925, bild av Bernhard Åström
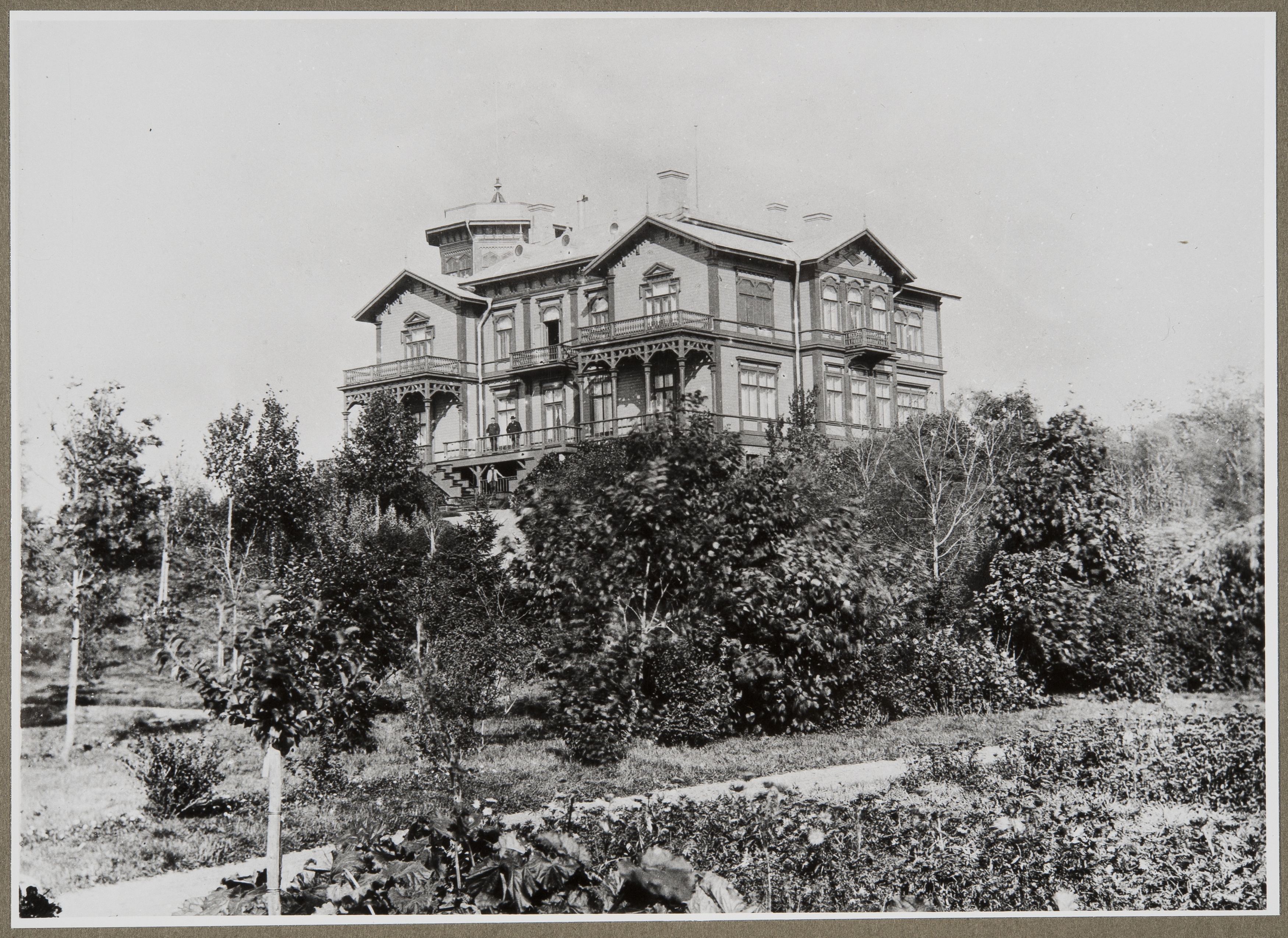
Villa Billnäs byggd 1884 brann ner 1915
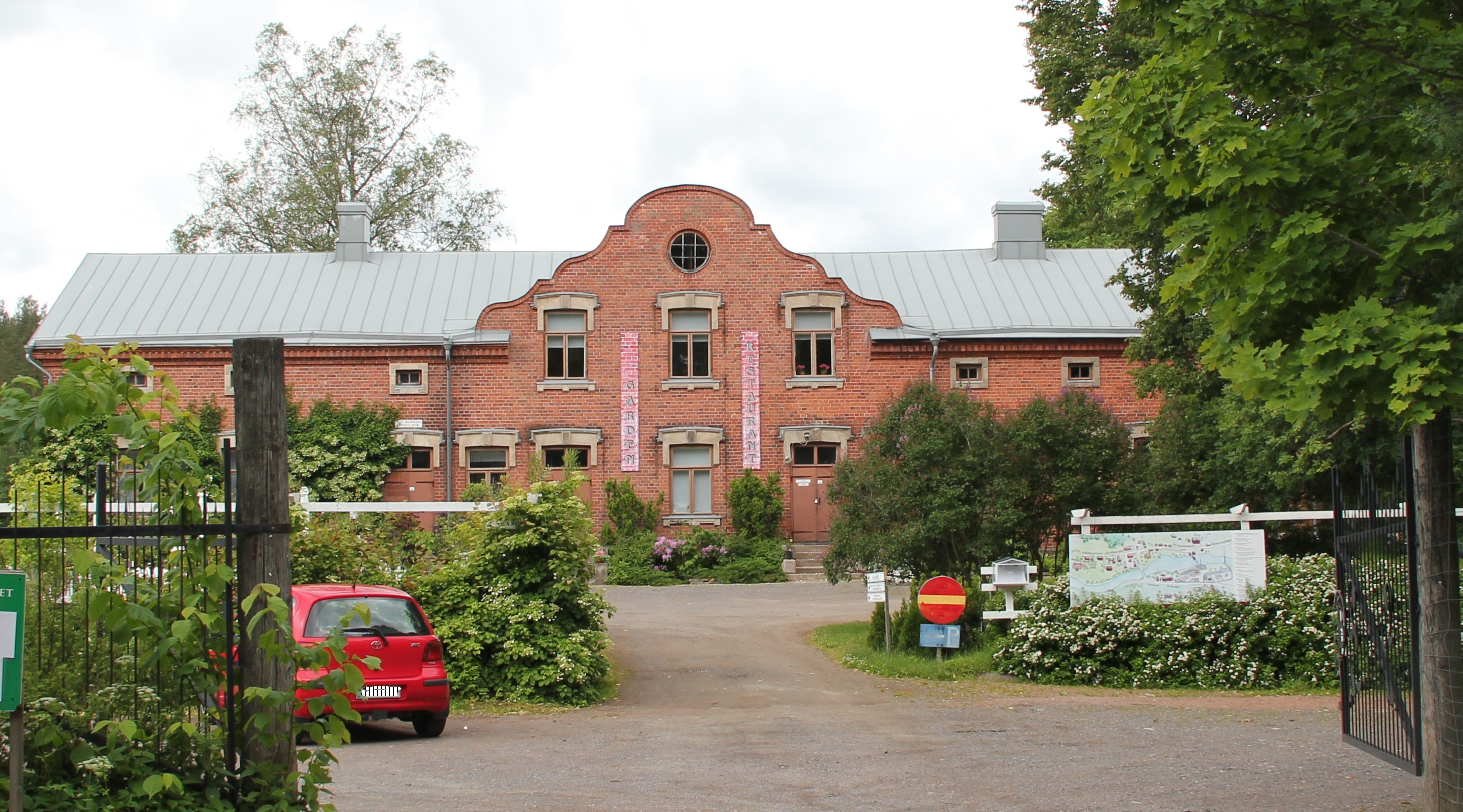
Trädgårdmästarskola avvecklades 1971